# Cratere Turnus
Turnus è un cratere sulla superficie di Dione. Trae nome da Turno, massimo antagonista di Enea nell'Eneide.